# Scye
Scye ist eine französische Gemeinde im Département Haute-Saône in der Region Bourgogne-Franche-Comté.

## Geographie
Scye liegt auf einer Höhe von 220 m über dem Meeresspiegel, vier Kilometer südlich von Port-sur-Saône und etwa neun Kilometer westnordwestlich von Vesoul (Luftlinie). Das Dorf erstreckt sich im zentralen Teil des Departements, in der Talmulde der Scyotte östlich des Saônetals, am Südrand des Bois du Four.
Die Fläche des 5,84 km² großen Gemeindegebiets umfasst einen Abschnitt im Bereich des mittleren Saône-Tals. Von Osten nach Westen wird das Gebiet von der Talmulde der Scyotte durchquert, die für die Entwässerung zur Saône sorgt. Flankiert wird die rund 500 m breite Talniederung auf beiden Seiten von Plateaus, die auf rund 250 m liegen. Diese Hochflächen bestehen aus einer Wechsellagerung von kalkigen und sandig-mergeligen Sedimenten der oberen Jurazeit. Nördlich der Scyotte befindet sich das ausgedehnte Waldgebiet des Bois du Four (bis 265 m). Die Hochfläche südlich des Scyotte-Tals wird dagegen überwiegend landwirtschaftlich genutzt. Ganz im Osten erstreckt sich das Gemeindeareal bis an den Hang des Mont l'Essart, an dem mit 298 m die höchste Erhebung von Scye erreicht wird.
Nachbargemeinden von Scye sind Port-sur-Saône im Norden, Grattery im Osten, Montigny-lès-Vesoul im Süden sowie Vauchoux im Westen.

## Geschichte
Im Mittelalter gehörte Scye zur Freigrafschaft Burgund und darin zum Gebiet des Bailliage d’Amont. Die lokale Herrschaft hatten zunächst die Herren von Traves, später diejenigen von Scey inne. Die lokale Adelsfamilie von Scye ist erstmals im 12. Jahrhundert belegt und erlosch um 1400. Zusammen mit der Franche-Comté gelangte das Dorf mit dem Frieden von Nimwegen 1678 definitiv an Frankreich. Heute ist Scye Mitglied des Gemeindeverbandes Terres de Saône.

## Sehenswürdigkeiten
Die Dorfkirche Saint-Léger in Scye wurde um 1850 weitgehend neu erbaut, wobei Teile des Vorgängerbaus aus dem 15. Jahrhundert, insbesondere der gotische Chorraum mit Fresken aus dem 16. Jahrhundert mit einbezogen wurden. Zur reichen Ausstattung gehören das Taufbecken (15. Jahrhundert), Altäre und Statuen aus dem 18. Jahrhundert sowie verschiedene Grabplatten.
Ebenfalls sehenswert sind die Kalvarienberge aus dem 17. und 18. Jahrhundert.

## Bevölkerung
| Jahr                       | 1962 | 1968 | 1975 | 1982 | 1990 | 1999 | 2008 | 2018 |
| Einwohner                  | 126  | 116  | 114  | 118  | 120  | 108  | 114  | 135  |
| Quellen: Cassini und INSEE |      |      |      |      |      |      |      |      |

Mit 108 Einwohnern (1999) gehört Scye zu den kleinsten Gemeinden des Départements Haute-Saône. Während des gesamten 20. Jahrhunderts pendelte die Einwohnerzahl im Bereich zwischen 100 und 140 Personen.

## Wirtschaft und Infrastruktur
Scye war bis weit ins 20. Jahrhundert hinein ein vorwiegend durch die Landwirtschaft (Ackerbau, Obstbau und Viehzucht) und die Forstwirtschaft geprägtes Dorf. Heute gibt es einige Betriebe des lokalen Kleingewerbes, darunter ein Unternehmen der Holzverarbeitung. In den letzten Jahrzehnten hat sich das Dorf zu einer Wohngemeinde gewandelt. Viele Erwerbstätige sind deshalb Wegpendler, die in den größeren Ortschaften der Umgebung, insbesondere im Raum Vesoul, ihrer Arbeit nachgehen.
Die Ortschaft liegt abseits der größeren Durchgangsachsen an einer Departementsstraße, die von Port-sur-Saône nach Montigny-lès-Vesoul führt. Weitere Straßenverbindungen bestehen mit Vauchoux und Grattery.